# Sziládi Zoltán
Sziládi Zoltán (1960. március 30. – 2012. június 3.) költő, szerkesztő, performer. A nyolcvanas évek avantgárd irodalmának sajátos egyénisége.

## Életrajz
Budapesten, a Fazekas Mihály Gimnáziumban érettségizett, majd az ELTE BTK-n, magyar nyelv és irodalom szakon tanult, de tanulmányait nem fejezte be. Sokáig állástalanul kallódik. Ekkor válik életének fő helyszínévé a kocsmák, presszók világa (pl. Szocreál-kocsma, Avar presszó).
A Jelenlét underground egyetemi folyóirat szerzője, később szerkesztője volt.Több antológia létrejöttében is részt vesz (szerkesztőként vagy szerzőként). Már
ekkor elkezdi írni Éposz című epikus költeményét, melyet később fejez be. E látomásos verses epikai mű a fő műve. Később még egy kötete is megjelent Azok a nyolcvanas évek címmel.
1998-ban agyvérzés éri, s ettől kezdve élete végéig rokkantnyugdíjas. Betegsége később súlyosbodik. 2012 tavaszán ismét kórházba került és június elején meghalt.

## Megjelent művei
- Kováts! Jelenlét-rövű antológia, 1986
- Jelenlét 11-12. antológia, 1982
- Jelenlét 13. antológia, 1983
- Szivárvány antológia,  1989. február
- Éposz, 1998 (Új Mandátum Kiadó)
- Azok a nyolcvanas évek..., 2004 (Új Mandátum Kiadó)